# Valga (commune)
Valga, en forme longue la Commune rurale de Valga (en estonien : Valga vald) est une commune rurale d'Estonie située dans le comté de Valga.

## Géographie

### Localisation
La commune de Valga est située dans le Sud de l'Estonie, à la frontière avec la Lettonie.

### Communes limitrophes
| Tõrva       | Tõrva - Otepää | Otepää              |
| Tõrva Valka | Valga          | Otepää Antsla Rõuge |
| Valka       | Valka          | Rõuge               |

### Hydrographie
Les plus grandes rivières de la commune sont : Väike Emajõgi, Pedeli jõgi, Arujõgi , Koivajõgi et Mustjõgi.
Les plus grands lacs sont l'Aheru järv (234 ha ) et l'Ehijärv (181 ha).

### Milieux naturels et biodiversité

#### Zonages réglementaires
Une partie du parc national de Karula et 16 zones du réseau Natura 2000 sont situées sur le territoire de la commune de Valga.

## Urbanisme

### Typologie
La principale zone urbanisée de la commune est la localité de Valga linn (ville de Valga proprement dite)

### Voies de communication et transports

#### Routes et ponts
La commune constitue l'extremité de la Route nationale 3 qui relie Jõhvi à la frontière Lettone, la route nationale 3 est au coeur de l'axe Narva-Valga-Riga. Ce dernier constitue le corridor de transport 1A de la Via Hanseatica du réseau de transport paneuropéen. L'itinéraire de la Via Hanseatica est le suivant : Hambourg-Lübeck–Gdansk–Kaliningrad–Šiauliai–Jelgava–Riga– Valga–Tartu–Narva–Saint-Pétersbourg.
La route nationale 6 menant à Pärnu part de Valga.
En 2018, la longueur des routes locales dans la commune de Valga (sans compter la ville de Valga) était de 236 km, dont 17 km asphaltés.
Dans la ville de Valga, la longueur totale des rues était de 84 km, dont 56 km  étaient asphaltés.

#### Transports collectifs
Des lignes de bus scolaires sont organisées pour les élèves.
Les transports publics de la commune sont gratuits.
Les lignes ferroviaires intérieures sont exploitées par l'entreprise publique Elron et ils desservent la gare de Valga.

## Histoire
Avant l'indépendance de l'Estonie et de la Lettonie, la ville de Valga était connue sous le nom allemand de Walk.
Le village de Taheva (alors Taiwola) était avant la réforme de 1919 un domaine seigneurial appartenant à la paroisse (Kirchspiel) d’Harjel.
Au Moyen Âge, Les terres des environs de Hargla appartenaient à l’évêché de Dorpat, avec ses vallées fluviales, et l’ouest au domaine d’Urbs (aujourd’hui Urvaste). Le village était la paroisse principale des localités environnantes depuis qu’une église luthérienne y est construite sous le règne de Charles XI de Suède en 1667. Urbs, Karolen et Adsel lui sont adjoints en 1694.
En 1419, la diète de Livonie est créée en 1419 pour résoudre les disputes entre les différentes entités de la Confédération de Livonie; son siège est fixé à Walk (actuelle Valga). Outre les représentants de l'Ordre et des évêques, elle comprenait également des représentants des vassaux et des villes.
Après la guerre de Livonie, la diète à Walk demanda en 1561 la protection de Sigismond II Auguste, roi de Pologne et Grand-Duc de Lituanie, entraînant la dissolution de la Confédération de Livonie.
En 1600, Valga est rattachée au Duché de Livonie, un vassal de la Pologne-Lituanie.
En 1629, la Suède envahit le Duché, Walk passa sous domination suédoise jusqu'à la grande guerre du Nord.
En 1721, le traité de Nystad signa la cession du duché d'Estonie, de la Livonie et de l'Ingrie ainsi que d'une grande partie de la Carélie à la Russie.
Dans l'Empire russe, la ville de Valga était l'un des neuf chefs-lieux de district du gouvernement de Livonie.
L’église de Hargla a été construite en style néogothique entre 1817 et 1821, avec un clocher massif, caractéristique de l’architecture campagnarde livonienne de l’époque. On trouve à l’est le cimetière du village avec la chapelle funéraire de la famille du major-général von Wassermann (1781).
La paroisse de Hargla, avant la réforme agraire de 1919, comptait huit domaines, six domaines seigneuriaux, un pastorat, etc. Parmi les domaines seigneuriaux les plus importants on peut distinguer le manoir de Menzen (aujourd’hui à Mõniste), celui de Saara, celui de Lannemetz (aujourd’hui Laanemetsa), celui de Taiwola (aujourd’hui Taheva) et celui de Neu Rosenhof (aujourd’hui Vastse-Roosta). Ces terres appartenaient pour la plupart à la famille von Wulf de la branche cadette dite de Menzen.
Le manoir de Paju, construit au XVIIIe siècle, appartient à partir des années 1850 à la famille Stryck qui fait achever les travaux autour de 1860. C'est un bâtiment sur deux niveaux de style néo-classique. Depuis 1960, il abrite un établissement médico-social.
Le domaine de Luhde-Großhof est fondé en 1748 avec la création d'un manoir. C'est le lieu de la bataille de Paju le 31 janvier 1919, lors de la guerre d'indépendance, qui s'achève par la victoire des Estoniens sur les troupes soviétiques.
Le village de Taheva faisait partie avant la réforme agraire de 1919 de la paroisse d’Harjel et était le domaine seigneurial de la famille von Wulf de la branche cadette, dite de Menzen. L'ancien manoir de la famille est aujourd'hui en ruines.
Lorsque le tracé de la frontière entre la Lettonie et l'Estonie est formé en 1920, la ville de Walk se divise désormais en deux. Elle est rebaptisée officiellement Valga du côté estonien et Valka du côté letton, formant deux villes séparées.
La commune rurale de Valga est créée lors de la réorganisation administrative d'octobre 2017 par la fusion de la ville de Valga avec les anciennes communes de Karula, Õru, Taheva et Tõlliste.
La spécificité de la commune est le statut de la ville duale et l'étroite coopération frontalière entre l'Estonie et la Lettonie.

## Politique et administration

### Découpage territorial
La commune est divisée en 52 localités. La mairie et le siège de la plupart des institutions communales sont situés dans la localité de Valga linn.
| Liste des localités de la commune de Valga | Liste des localités de la commune de Valga | Liste des localités de la commune de Valga | Liste des localités de la commune de Valga | Liste des localités de la commune de Valga |
| Code                                       | Nom officiel actuel (Estonien)             | Nom historique (Allemand)                  | Type                                       | Population (2021)                          |
| ------------------------------------------ | ------------------------------------------ | ------------------------------------------ | ------------------------------------------ | ------------------------------------------ |
| 1766                                       | Hargla                                     | Harjel                                     | village (küla)                             | 168                                        |
| 2016                                       | Ligaste                                    |                                            | village (küla)                             | 41                                         |
| 2137                                       | Jaanikese                                  |                                            | village (küla)                             | 98                                         |
| 2384                                       | Kaagjärve                                  |                                            | village (küla)                             | 223                                        |
| 2609                                       | Kalliküla                                  |                                            | village (küla)                             | 32                                         |
| 2775                                       | Karula                                     |                                            | village (küla)                             | 56                                         |
| 3087                                       | Killinge                                   |                                            | village (küla)                             | 5                                          |
| 3116                                       | Kirbu                                      |                                            | village (küla)                             | 7                                          |
| 3180                                       | Kiviküla                                   |                                            | village (küla)                             | 15                                         |
| 3289                                       | Koikküla                                   |                                            | village (küla)                             | 111                                        |
| 3304                                       | Koiva                                      |                                            | village (küla)                             | 12                                         |
| 3383                                       | Koobassaare                                |                                            | village (küla)                             | 26                                         |
| 3447                                       | Korijärve                                  |                                            | village (küla)                             | 49                                         |
| 3452                                       | Korkuna                                    |                                            | village (küla)                             | 7                                          |
| 3951                                       | Käärikmäe                                  |                                            | village (küla)                             | 41                                         |
| 4024                                       | Laanemetsa                                 |                                            | village (küla)                             | 77                                         |
| 4029                                       | Laatre                                     |                                            | petit bourg (alevik)                       | 172                                        |
| 4281                                       | Lepa                                       |                                            | village (küla)                             | 31                                         |
| 4493                                       | Londi                                      |                                            | village (küla)                             | 35                                         |
| 4530                                       | Lota                                       |                                            | village (küla)                             | 36                                         |
| 4563                                       | Lusti                                      |                                            | village (küla)                             | 20                                         |
| 4576                                       | Lutsu                                      |                                            | village (küla)                             | 16                                         |
| 4677                                       | Lüllemäe                                   |                                            | village (küla)                             | 247                                        |
| 5003                                       | Muhkva                                     |                                            | village (küla)                             | 6                                          |
| 5096                                       | Mustumetsa                                 |                                            | village (küla)                             | 3                                          |
| 5881                                       | Paju                                       |                                            | village (küla)                             | 132                                        |
| 6234                                       | Pikkjärve                                  |                                            | village (küla)                             | 14                                         |
| 6365                                       | Priipalu                                   |                                            | village (küla)                             | 38                                         |
| 6388                                       | Pugritsa                                   |                                            | village (küla)                             | 25                                         |
| 6702                                       | Raavitsa                                   |                                            | village (küla)                             | 102                                        |
| 6786                                       | Rampe                                      |                                            | village (küla)                             | 62                                         |
| 6887                                       | Rebasemõisa                                |                                            | village (küla)                             | 61                                         |
| 7005                                       | Ringiste                                   |                                            | village (küla)                             | 36                                         |
| 7686                                       | Sooblase                                   |                                            | village (küla)                             | 44                                         |
| 7738                                       | Sooru                                      |                                            | village (küla)                             | 211                                        |
| 7801                                       | Supa                                       |                                            | village (küla)                             | 38                                         |
| 8064                                       | Tagula                                     |                                            | village (küla)                             | 129                                        |
| 8069                                       | Taheva                                     |                                            | village (küla)                             | 58                                         |
| 8248                                       | Tinu                                       |                                            | village (küla)                             | 6                                          |
| 8365                                       | Tsirguliina                                |                                            | petit bourg (alevik)                       | 393                                        |
| 8368                                       | Tsirgumäe                                  |                                            | village (küla)                             | 124                                        |
| 8491                                       | Tõlliste                                   |                                            | village (küla)                             | 72                                         |
| 8535                                       | Tõrvase                                    |                                            | village (küla)                             | 0                                          |
| 8696                                       | Uniküla                                    |                                            | village (küla)                             | 30                                         |
| 8918                                       | Valga (centre)                             | Walk                                       | ville incorporée (vallasisene linn)        | 12010                                      |
| 8969                                       | Valtina                                    |                                            | village (küla)                             | 20                                         |
| 9326                                       | Vilaski                                    |                                            | village (küla)                             | 23                                         |
| 9618                                       | Väheru                                     |                                            | village (küla)                             | 36                                         |
| 9651                                       | Väljaküla                                  |                                            | village (küla)                             | 48                                         |
| 9699                                       | Õlatu                                      |                                            | village (küla)                             | 28                                         |
| 9710                                       | Õru                                        |                                            | petit bourg (alevik)                       | 199                                        |
| 9713                                       | Õruste                                     |                                            | village (küla)                             | 65                                         |
| Population totale (2021)                   | Population totale (2021)                   | Population totale (2021)                   | Population totale (2021)                   | 15541                                      |

#### Circonscription électorale
En période d'élection, Valga fait partie de la circonscription éléctorale 11 (valimisringkond nr 11) incluant les Comtés historiques de Valga, de Võru et de Põlva. N'importe quel électeur de la commune de Valga peut voter dans tous les bureaux de vote pendant leurs heures d'ouverture. L'électeur n'est plus lié à son bureau de vote spécifique, car une liste électorale utilisée est électronique, permettant également le vote en ligne.

### Conseil municipal
Comme toutes les communes d'Estonie, Valga dispose de son propre conseil municipal (vallavolikogu). Les conseillers sont élus par les habitants selon le principe de la représentation proportionnelle. Les élections municipales ont lieu tous les quatre ans lors du troisième dimanche d'octobre. La compétence exclusive du conseil comprend, entre autres, l'adoption et la modification du plan d'urbanisme, de la stratégie budgétaire de la commune, la mise en place de taxes locales, l'attribution de subventions ou encore la souscription de prêts.
Le nombre de membres du conseil municipal est déterminé par la composition du conseil précédent. Néanmoins, la population municipale étant entre 10000 et 30000 habitants, la loi estonienne mentionne que le conseil doit compter au moins 21 membres. Le conseil municipal actuel de Valga en compte 21. L'organisation du travail du conseil est définie par la loi Estonienne sur l'organisation des collectivités locales et les statuts propres de la commune de Valga.
À la suite des élections municipales de 2021, la coalition électorale Valga 2.1 est arrivée en tête et a conclu un accord de coalition avec le Parti de la réforme. Depuis 2021, la répartition politique des conseillers municipaux est la suivante:

### Maire et éxecutif local
Le gouvernement de la commune (vallavalitsus) est dirigé par le maire, élu par le conseil municipal parmi ses membres.
Les autres membres du gouvernement municipal sont les directeurs des services (osakonna juhataja). Leur nomination par le maire doit être approuvée par le conseil municipal.
| Nom              | Rôle                                 | Portefeuille                                                    |
| ---------------- | ------------------------------------ | --------------------------------------------------------------- |
| Monika Rogenbaum | Maire (vallavanem)                   |                                                                 |
| Maarja Mägi      | Adjointe au maire (asevallavanem)    | Education, culture, affaires sociales, jeunesse et sport        |
| Kaupo Kutsar     | Adjoint au maire (asevallavanem)     | Energie, économie, logement, environnement, patrimoine communal |
| Vladimir Baranov | Membre du gouvernement local (liige) |                                                                 |
| Marek Mekk       | Membre du gouvernement local (liige) |                                                                 |

### Jumelages
| Ville | Ville     | Pays | Pays    |
| ----- | --------- | ---- | ------- |
|       | Kobouleti |      | Géorgie |

## Équipements et services publics

### Santé
La prévention relève entre autres de la commune de Valga.

## Population et société

### Démographie
Selon le Département des statistiques, au 1er janvier 2020, la population de la commune était de 15 680 habitants. La part de la population en âge de travailler (âgée de 15 à 64 ans) dans la structure de la population de la commune était de 62%, la part de la population en âge de prendre sa retraite (65 ans et plus) de 24%, et la part des enfants âgés de 14 ans inclus de 14 %..
Au 1er janvier 2018, 70,8 % des habitants de la commune vivaient dans la ville de Valga.

#### Évolution démographique
| Année     | 2016   | 2017   | 2018   | 2019   | 2020   | 2021   | 2022   |
| --------- | ------ | ------ | ------ | ------ | ------ | ------ | ------ |
| Habitants | 16 382 | 16 143 | 15 989 | 15 785 | 15 680 | 15 486 | 15 540 |
| Sources,: |        |        |        |        |        |        |        |

### Cultes
Religion de la commune de Valga (2021) 
- Sans religion (68,3 %)
- Orthodoxe (14,6 %)
- Luthérien (11,3 %)
- Baptiste (2,1 %)
- Catholique (1,3 %)
- Autres Chrétiens (0,9 %)
- Autres Religions (0,7 %)

## Patrimoine

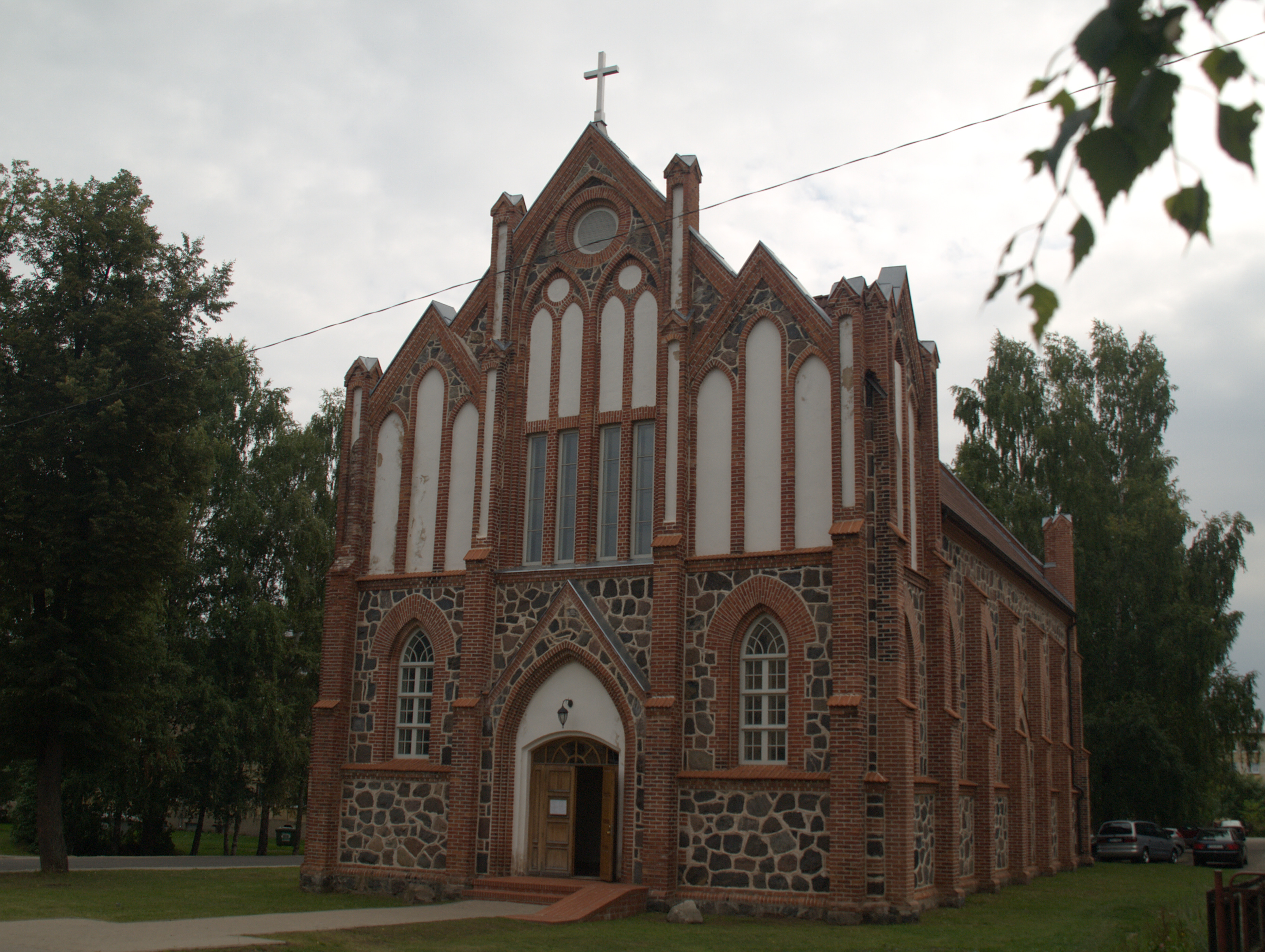
Église du Saint-Esprit
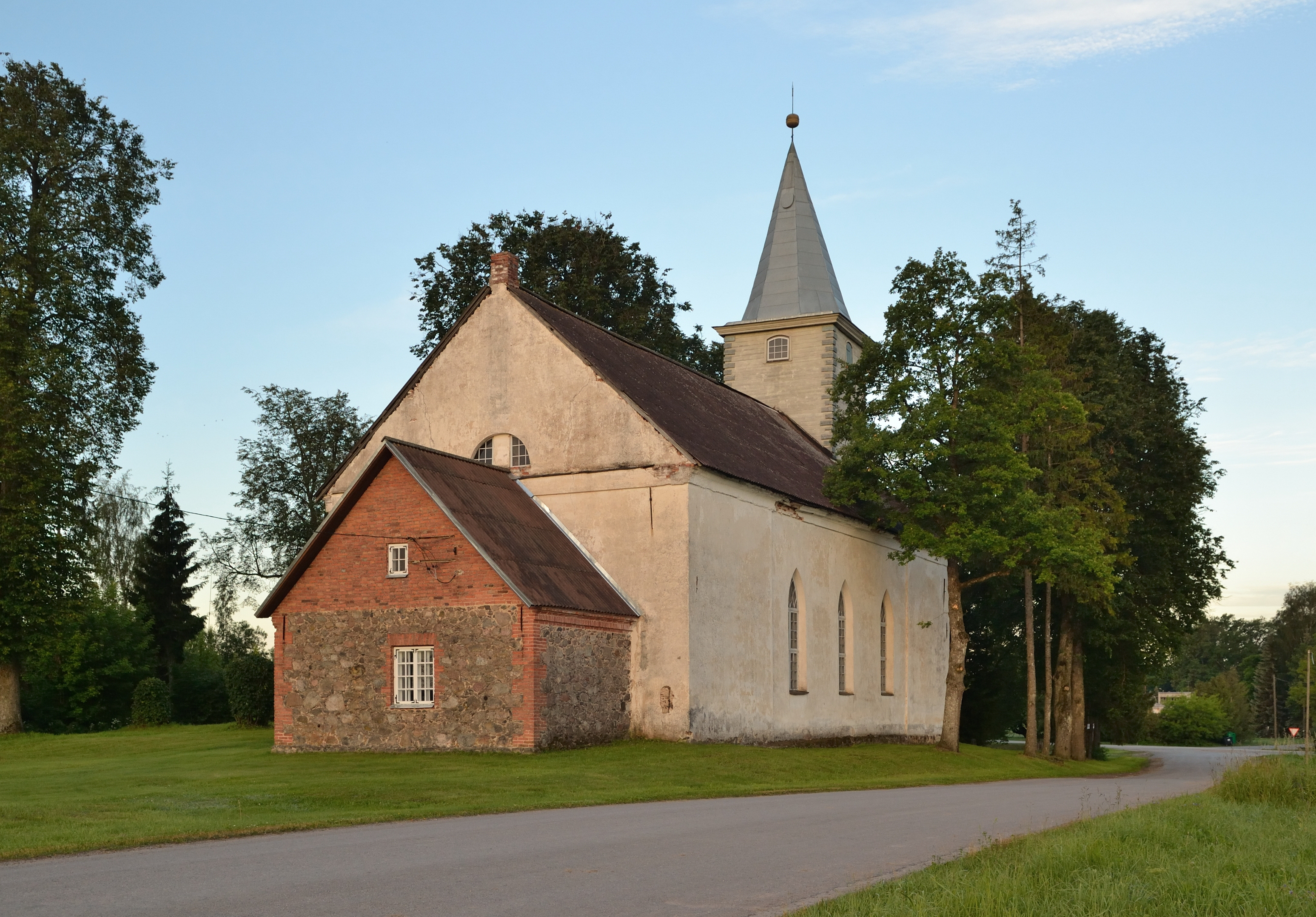
Église Saint-Laurent de Laatre
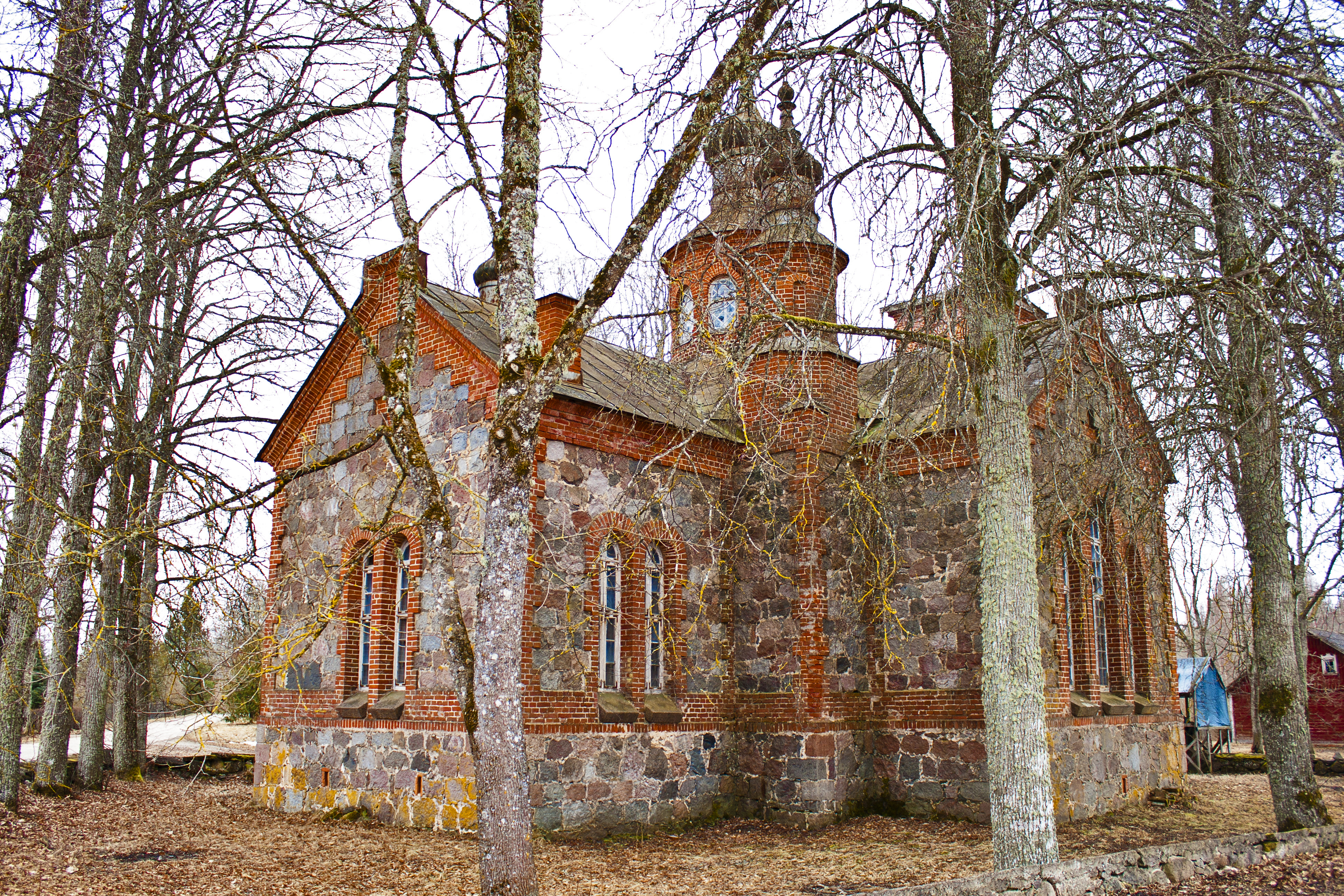
Église de Priipalu
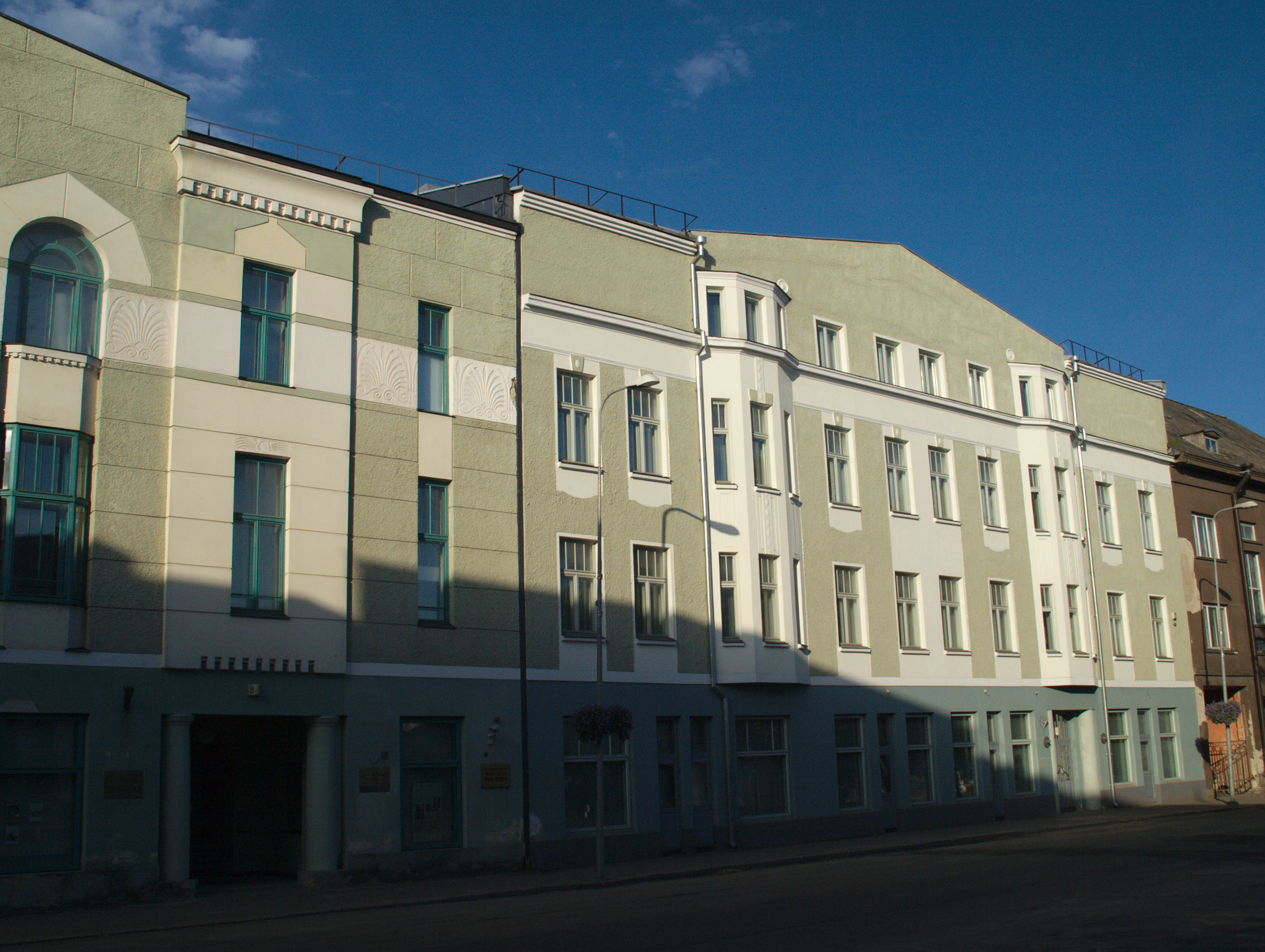
Maison du Peuple "Syade"
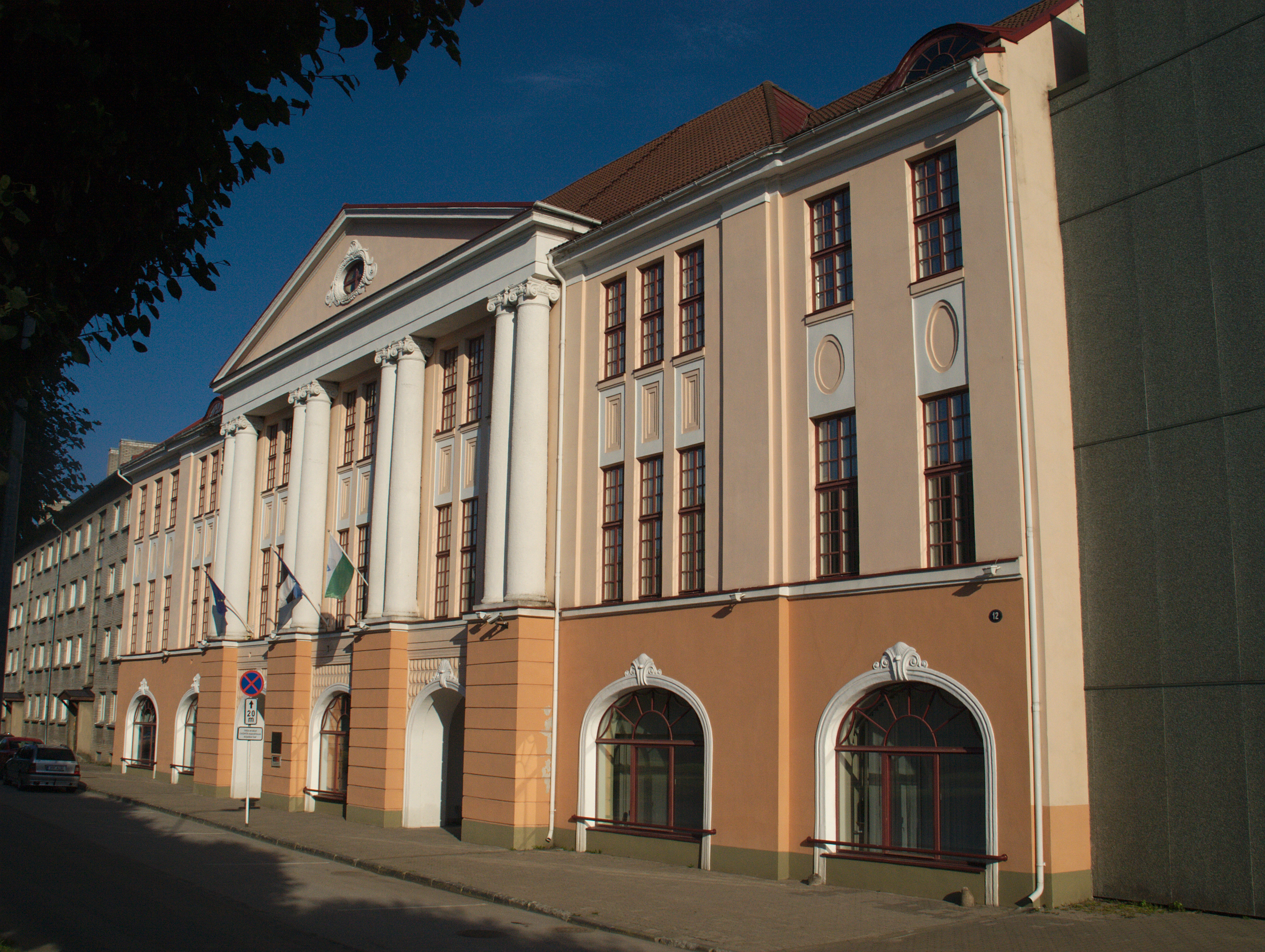
Immeuble de bureaux
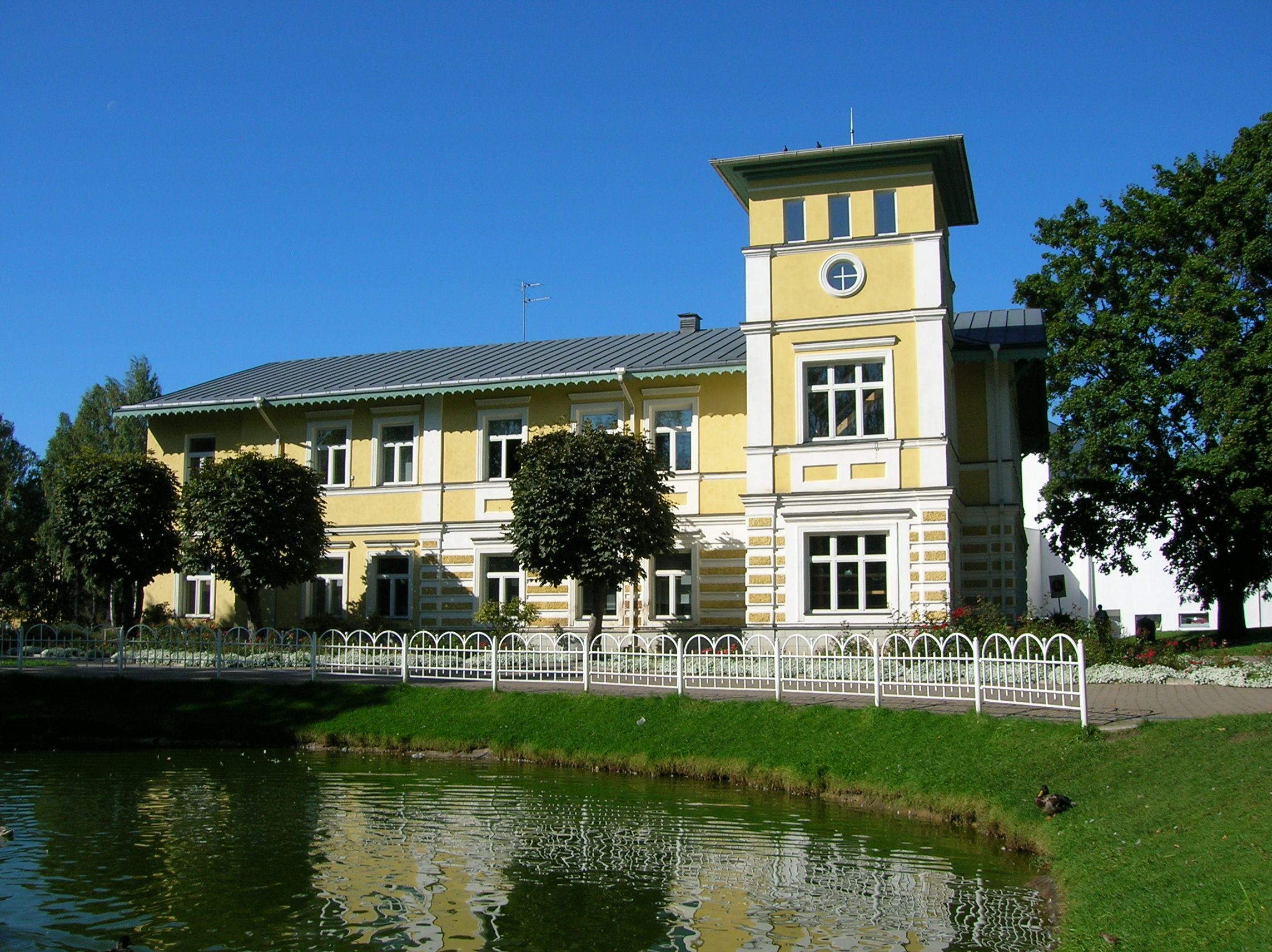
Bibliothèque centrale
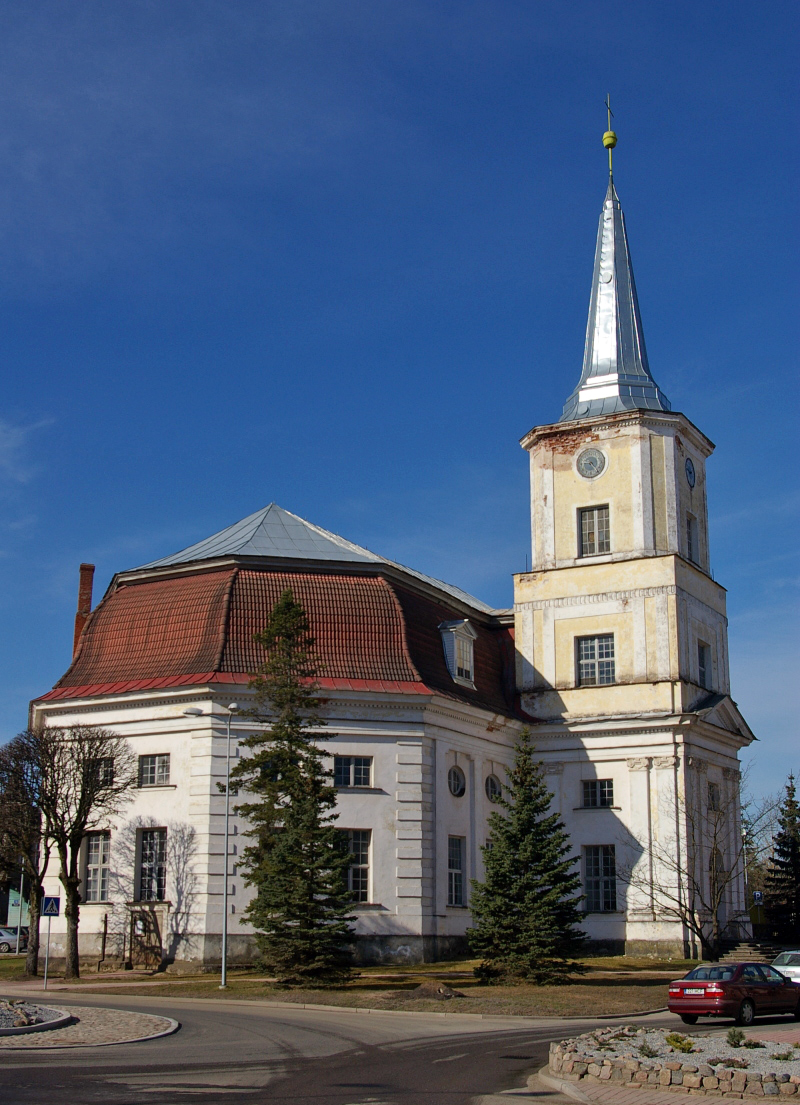
Église Saint-Jean
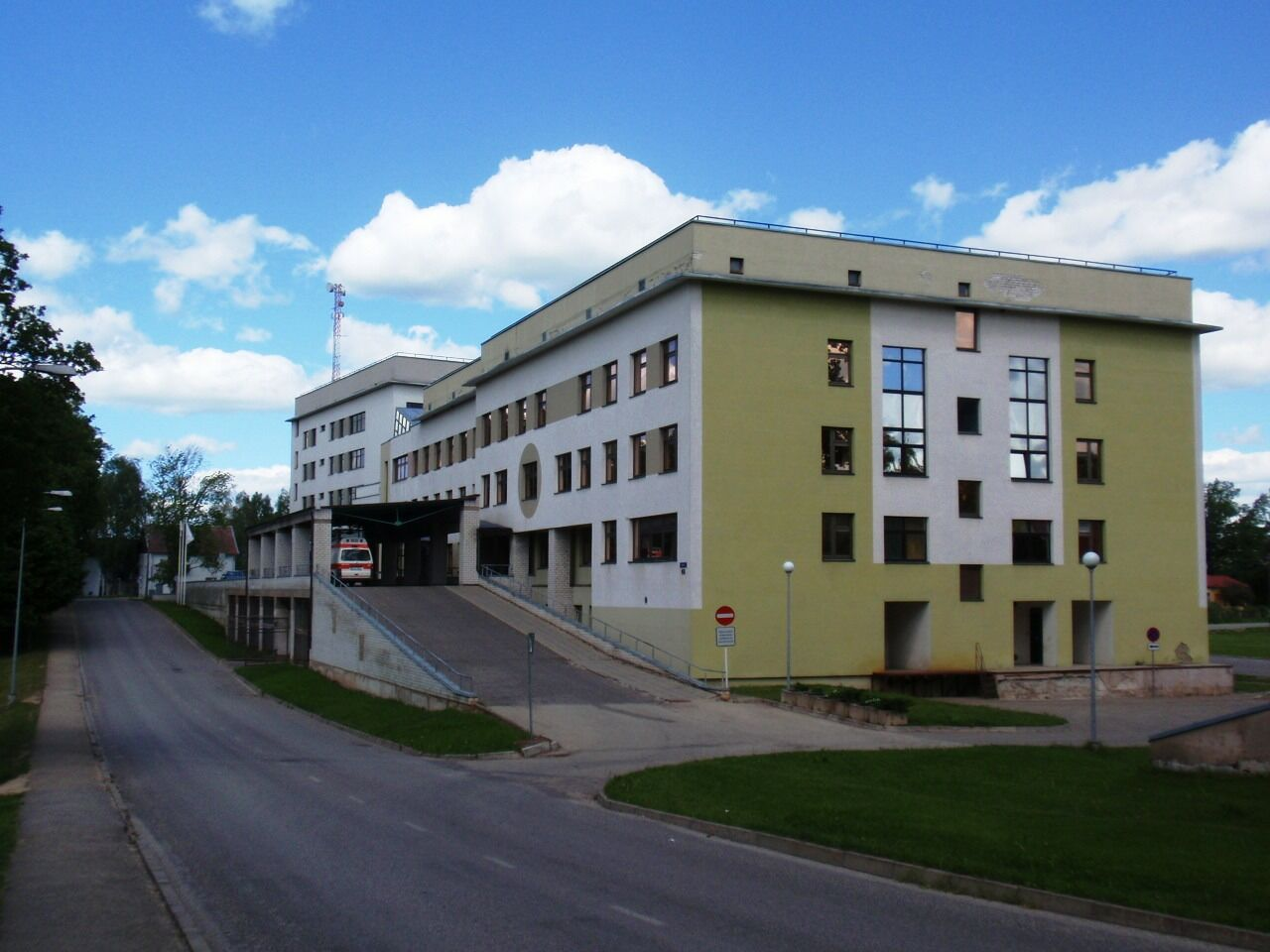
Hôpital de Valga
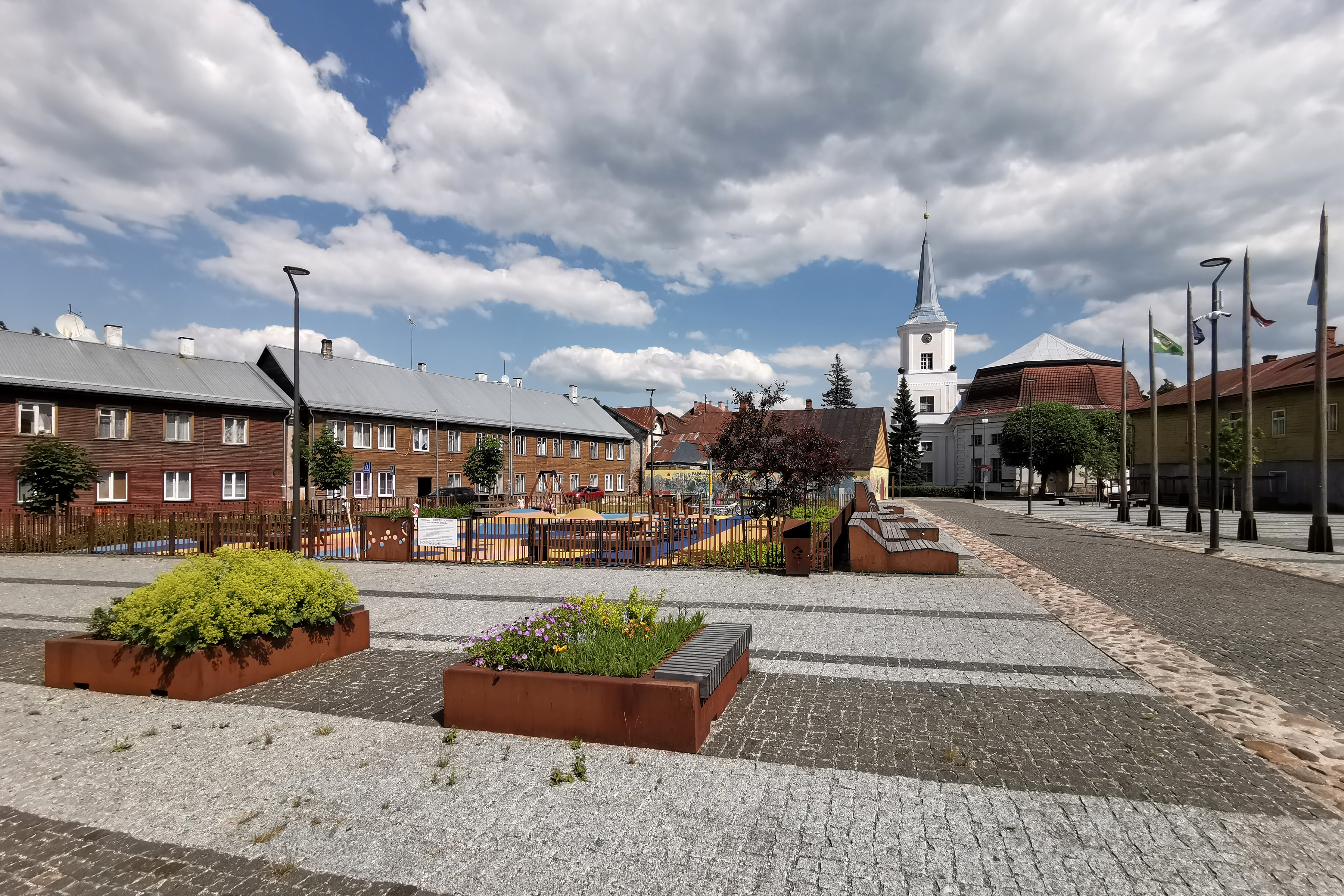
Aire de jeux sur la place centrale de Valga.
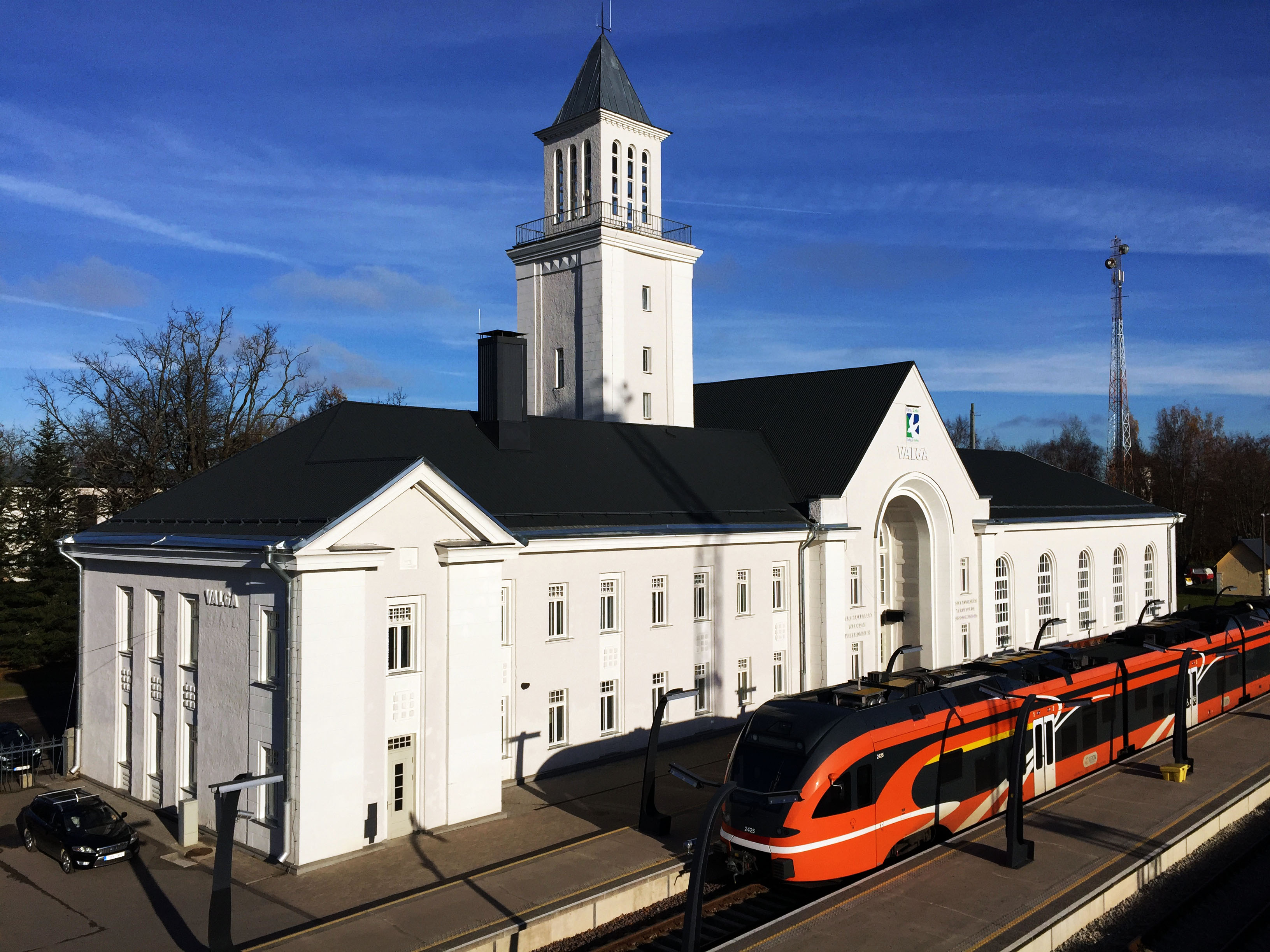
Gare de Valga.

## Culture

### Personnalités liées à la commune
- Rein Tammik (1947-), peintre, né à Valga.